# Paradise Arena
Paradise Arena – stadion do piłki nożnej plażowej w Victorii, na wyspie Mahé w Seszelach. Wybudowany z myślą o Mistrzostwach Świata w Piłce Nożnej Plażowej 2025. Może pomieścić 3572 widzów.